# 基塔

基塔

基塔（法語：Kita），是馬里的城鎮，位於該國西部，由卡伊區負責管轄，是基塔省的首府，處於達卡-尼日鐵路沿線，海拔高度330米，居民主要信奉伊斯蘭教，2009年人口48,957。
13°2′20″N 9°29′15″W / 13.03889°N 9.48750°W